# Морская библиотека (Кронштадт)
Центральная библиотека г. Кронштадта (она же — Морская библиотека, Библиотека Морского собрания Кронштадта) — памятник истории и архитектуры XX века. Действующая библиотека, расположена в центре Кронштадта на пересечении Советской улицы и улицы Карла Маркса, напротив Гостиного двора.

## История
Кронштадтская Морская библиотека одна из самых старых общественных библиотек в России. Создана по инициативе капитана-лейтенанта И. Н. Скрыдлова. В 1832 году он предложил учредить в Кронштадте библиотеку и для образования её капитала открыть подписку среди морских офицеров. Идея была поддержена не только офицерами — членами Благородного собрания, но и практически всеми служащими морского ведомства, а также и военным губернатором и главным командиром Кронштадтского порта адмиралом П. М. Рожновым.
Адмирал П. М. Рожнов получил разрешение Николая I на учреждение Флотской библиотеки, состоявшееся 10 августа 1832 г. Библиотека управлялась ежегодно избираемым комитетом, который назначал казначея и библиотекаря. Одним из первых председателей комитета был выдающийся мореплаватель, и один из первооткрывателей Антарктиды Ф. Ф. Беллинсгаузен, в то время командир 2-й дивизии Балтийского флота, а с 1839 г. — главный командир Кронштадтского порта и военный губернатор Кронштадта.
Новой библиотеке был предоставлен беспроцентный кредит на сумму в 6000 рублей, что позволило сразу приобрести немалое количество книг и мебель. Адмирал П. М. Рожнов предоставил библиотеке бесплатное помещение для размещения книг — 4 комнаты на третьем этаже бывшего дворца Меншикова — дома Миниха, где тогда находились штаб Кронштадтского военного порта, портовое управление и офицерское Благородное собрание.
В 1858 году на Большой Екатерининской улице (ныне Советской улице) было открыто новое здание Кронштадтского Морского офицерского собрания, и туда перевели Флотскую библиотеку, для которой отвели семь просторных комнат нижнего этажа. Но это помещение оказалось уже тесноватым для удобного распределения имеющегося книжного имущества, которое было размещено в пяти комнатах, так как две комнаты были заняты под читальный зал и музей. В 1860 году библиотека с высочайшего разрешения получила наименование «Кронштадтской Морской Библиотеки».
Перед революцией это была 9-я библиотека России, при этом пополнялась она в значительной мере пожертвованиями горожан, немалая часть из них получена от К. Н. Посьета. Естественно, что такое собрание уже не помещалось в здании Морского собрания, и в 1910 году было начато строительство собственного здания — того самого, которое она занимает и сегодня. Архитектором был назначен Г. А. Косяков, но до Первой мировой войны закончить строительство не успели, и здание не использовалось до 1926, пока город не посетил нарком просвещения РСФСР А. В. Луначарский. Он осмотрел недостроенное здание библиотеки и пообещал финансирование для завершения строительства. Библиотека открылась в день 10-летия октябрьской революции, 7 ноября 1927 года.
Учреждение не прекращало работу в годы блокады Ленинграда и Кронштадта.

## Здание
Здание в стиле неоклассицизм с элементами модерна. Расположено на пересечении улиц Карла Маркса и Советской. Вход со стороны Советской улицы. Над входом выложены два лозунга: «В знании сила» и «Книгу в массы».
Как и большинство библиотек, состоит из абонемента и читального зала.

## Местонахождение
Библиотека расположена в центре города, напротив Гостиного двора и Советского парка.
Транспорт: автобусы № 1 и 2, остановка «Гостиный двор».